# Марі Брансер
Марі Брансер (нар. 10 серпня 1992) — німецько-конголезька дзюдоїстка. Дворазова призерка чемпіонату Африки з дзюдо. Учасниця літніх Олімпійських ігор 2020 року.

## Кар'єра
Брансер завоювала одну срібну та три бронзові медалі на національному чемпіонаті Німеччини з дзюдо, але ніколи не представляла Німеччину на старшому міжнародному турнірі.
У 2019 році вона змінила громадянство на конголезьке (ДР Конго), щоб спробувати потрапити на літні Олімпійські ігри 2020 року. Вона все ще живе і тренується в Лейпцигу, але представляє Демократичну Республіку Конго на міжнародних змаганнях.
У 2020 році виграла золоту медаль у жіночій вазі до 78 кг на чемпіонаті Африки з дзюдо 2020 року, що проходив в Антананаріву, Мадагаскар.
У травні 2021 року зберегла свій чемпіонський титул після того, як виграла змагання серед жінок у вазі до 78 кг на чемпіонаті Африки з дзюдо 2021 року, що проходив у Дакарі, Сенегал.